# Мельниченко Володимир Володимирович (політик)
Володимир Володимирович Мельниченко (нар. 1 лютого 1965 р., м. Кам'янець-Подільський Хмельницької області;) —  колишній народний депутат України, позафракційний.

## Освіта
1996 р. — Кам'янець-Подільський державний педагогічний інститут ім. В. П. Затонського, спеціальність — історія, кваліфікація — вчитель історії.
2005 р. — Кам'янець-Подільський державний аграрно-технічний університет, відділення перепідготовки інституту післядипломної освіти, спеціальність — облік і аудит, кваліфікація — економіст з бухгалтерського обліку.

## Трудова діяльність
1990 по 1996 рр. — заготівельник у Кам'янець-Подільському відгодівельному радгоспі «Поділля».
1996 по 1999 рр. — заступник директора ТзОВ «ЦКМ».
1999 по 2002 рр. — заступник директора ТзОВ «Аметист».
2002 по 2005 рр. — заступник голови правління Кам'янець-Подільського цукрового заводу.
2005 по 2009 рр. — заступник директора ТзОВ «Аметист».
2005 року — підприємець.

## Політична діяльність
2002 — 2006 рр. — депутат Кам'янець-Подільської районної ради.
2006 — 2010 рр. — депутат Кам'янець-Подільської міської ради.
2010 — 2012 рр. — депутат Хмельницької обласної ради.

### У ВРУ VII скликання
На парламентських виборах 2012 р. був обраний народним депутатом України по одномандатному мажоритарному виборчому округу № 193. За результатами голосування отримав перемогу набравши 44,20 % голосів виборців.
Голова підкомітету з питань фінансового забезпечення та розвитку матеріально-технічної бази судової системи України Комітету Верховної Ради України з питань верховенства права та правосуддя.
Голова Верховної Ради 19 грудня 2013 повідомив що Володимир Мельниченко вийшов зі складу фракції Партії регіонів за власною заявою.

### У ВРУ VIII скликання
На парламентських виборах в Україні у 2014 році обраний Народним депутатом України як безпартійний самовисуванець у виборчому окрузі № 193.
Член Комітету Верховної Ради України з питань правової політики та правосуддя
21 вересня 2018 року, за версією незалежної аналітичної платформи VoxUkraine, за Індексом підтримки реформ, Володимир Мельниченко увійшов в десятку найефективніших народних  депутатів восьмої сесії Верховної Ради України восьмого скликання,  які підтримували реформаторські закони.
Склав повноваження народного депутата України VIII скликання 29 серпня 2019 року.

## Родина
Одружений. Виховує двох дітей: донька — Олена (27 червня 1989), син — Олексій (3 серпня 2004).